# Bothrideridae
Bothrideridae je čeleď brouků z nadčeledi Cucujoidea.

## Taxonomie
- Podčeleď Anommatinae Ganglbauer, 1899
  - Rod Anommatus Wesmaël, 1835
    - Anommatus duodecimstriatus (Müller, 1821)
    - Anommatus diecki Reitter, 1875
- Podčeleď Teredinae Seidlitz, 1888
  - Rod Oxylaemus Erichson, 1845
    - Oxylaemus variolosus (Dufour, 1843)

  - Rod Sosylus
  - Rod Teredus Dejean, 1835
    - Teredus cylindricus (Olivier, 1790)
- Podčeleď Bothriderinae Erichson, 1845
  - Rod Bothrideres Dejean, 1835
    - Bothrideres contractus (Geoffroy, 1785)

  - Rod Antibothrus
  - Rod Aeschynteles
  - Rod Dastarcus
  - Rod Leptopglyphus
  - Rod Machlotes
  - Rod Abromus
  - Rod Deretaphrus
  - Rod Lithophorus
  - Rod Ogmoderes
  - Rod Prolyctus